# Southend United Football Club
Il Southend United Football Club, meglio noto come Southend United, è una società calcistica inglese con sede nella città di Southend-on-Sea. Milita in National League, la quinta divisione del calcio inglese.
Nella stagione 2021-2022, gli Shrimpers si trovano fuori dalla Football League per la prima volta dopo 101 anni.

## Storia
Il club venne fondato nel 1906 e giocò nella Southern League fino alla fondazione della Third Division nel 1920, di cui è uno dei co-fondatori. L'anno successivo la divisione fu organizzata su base regionale e gli Shrimpers militarono nel girone riservato alle squadre dell'Inghilterra meridionale. Nel 1958, una nuova riforma del campionato inglese portò in Third Division l'introduzione del girone unico nazionale e l'istituzione della Football League Fourth Division (la quarta serie, oggigiorno rappresentata dalla League Two).

In questo lasso di tempo la squadra militò sempre in terza serie sfiorando in due occasioni, nel 1932 e 1950, la promozione con il terzo posto in classifica.
Nel 1966 venne retrocesso in Fourth Division, dove militò per sei stagioni; fu promosso nuovamente nel 1972, dopo il secondo posto alle spalle del Grimsby Town, e nel corso degli anni settanta fece la spola fra terza e quarta divisione (1976 retrocessione, 1977-1978 promozione di nuovo al secondo posto, dietro al Watford in questo caso, e nel 1980 di nuovo relegato in Fourth Division). Nel 1980-1981 vinse il campionato di quarta divisione con una serie impressionante di vittorie. Tra i protagonisti di questi anni vi è Micky Stead, autore di 298 partite di campionato con gli Shrimps tra il 1978 ed il 1985.
Le difficoltà economico-finanziarie del club costrinsero la dirigenza a vendere i migliori giocatori e ciò lo si può notare nel bilancio del 1983 quando l'indebitamento era pari a 250.000₤. Lo stesso anno, a giugno, un macellaio locale, Anton Johnson, riuscì a comprare il 44,9% del capitale sociale dai fratelli Rubin; ad agosto un nuovo allenatore, Peter Morris, sostituì l'uscente Dave Smith. Come AD fu scelto il campione del Mondo ed ex capitano della nazionale e del West Ham Bobby Moore e come presidente Andrew MacHutcheon. Morris rimase alla guida degli Shrimpers, fino al febbraio 1984, quando fu sostituito dallo stesso Moore; ciò però non evitò la retrocessione in Fourth Division al termine del campionato. Un altro dato negativo per questa annata fu la bassa media spettatori al Roots Hall, poco più di 2.000.
Nell'ottobre dello stesso anno una grave crisi societarie colpì i Blues, Anton Johnson fu arrestato, si scoprì che mancavano ben 70.000₤ da un fondo d'investimento legato al club e che l'indebitamento era pari a 800.000₤. Solo l'intervento di due imprenditori, Robert Maxwell e Ken Bates, chiamati dall'ex direttore generale Jobson, riuscì a risolvere la situazione prestando i soldi necessari per ripagare i risparmiatori che avevano investito nel fondo legato al club. Johnson fu bandito dalla FA e gli fu impedito di avere qualsiasi coinvolgimento nel mondo del calcio; all'epoca egli possedeva quote non solo nel Southend United ma anche nel Rotherham e nel Bournemouth.
La squadra inanellò due promozioni consecutive nel 1990 e nel 1991, arrivando a condurre il campionato di Second Division nell'inverno del 1992. Tuttavia fallì la storica terza promozione consecutiva.
Retrocesso in terza divisione nel 1997, precipitò in quarta l'anno successivo, dove rimase per sette anni. Risalì in Football League 1 al termine della stagione 2004-2005, classificandosi quarto. L'anno dopo, con il pareggio per 2-2 al Liberty Stadium dello Swansea City, fu matematicamente promosso in Championship; cosicché il 6 maggio 2006, battendo per 1-0 il Bristol City, si poté laureare campione della Football League 1 e ripetere l'impresa della doppia promozione consecutiva come nel biennio 1989-'90/1990-'91.
La stagione successiva, frutto anche di una partenza lenta e una faticosa ripresa nella stagione invernale, gli Shrimpers, non riuscirono a salvarsi e ritornarono in League 1 a fine campionato. Nel 2007-'08, con l'obiettivo di risalire in seconda categoria, l'undici inglese si rinforzò acquistando numerosi giocatori nuovi, però, nonostante ciò alla fine della stagione ottennero un misero sesto posto valido per l'accesso ai playoff, poi persi nella gara di ritorno con il Doncaster Rover (dopo lo 0-0 in casa).
Nelle coppe inglesi non ha mai raggiunto risultati di vertice, tranne la finale del Football League Trophy per tre volte (nel 2004, nel 2005 e nel 2013).

## Allenatori
| - 1906-1910: Bob Jack - 1910-1911: George Molyneux - 1912-1919: Joe Bradshaw - 1919-1920: Ned Liddle - 1920-1921: Tom Mather - 1921-1934: Ted Birnie - 1934-1940: David Jack - 1946-1956: Harry Warren - 1956-1960: Eddie Perry - 1960-1960: Frank Broome - 1961-1965: Ted Fenton - 1965-1967: Alvan Williams - 1967-1969: Ernie Shepherd - 1969-1970: Geoff Hudson - 1970-1976: Arthur Rowley | - 1976-1983: Dave Smith - 1983-1984: Peter Morris - 1984-1986: Bobby Moore - 1986-1987: David Webb - 1987-1987: Dick Bate - 1987-1988: Paul Clark - 1988-1992: David Webb - 1992-1993: Colin Murphy - 1993-1993: Barry Fry - 1993-1995: Peter Taylor - 1995-1995: Steve Thompson - 1995-1997: Ronnie Whelan - 1997-1999: Alvin Martin - 1999-1999: Mick Gooding - 1999-2000: Alan Little | - 2000-2000: Mick Gooding - 2000-2001: David Webb - 2001-2003: Rob Newman - 2003-2003: Stewart Robson - 2003-2003: Steve Wignall - 2003-2003: David Webb - 2003-2010: Steve Tilson - 2010-2013: Paul Sturrock - 2013-2018: Phil Brown - 2018-2019: Chris Powell - 2019-2020: Sol Campbell - 2020-2021: Mark Molesley - 2021-....: Kevin Maher |

## Palmarès

### Competizioni nazionali
- Football League One: 1

2005-2006
- Campionato inglese di quarta divisione: 1

1980-1981
- Southern Football League Second Division: 2

1906-1907, 1907-1908

### Competizioni regionali
- Essex Senior Cup: 4

1892-1893, 1990-1991, 1996-1997, 2007-2008

### Altri piazzamenti
- Third Division:

Secondo posto: 1990-1991
- Third Division South:

Terzo posto: 1931-1932, 1949-1950
- Campionato inglese di quarta divisione:

Secondo posto: 1971-1972, 1977-1978
Terzo posto: 1986-1987, 1989-1990
Vittoria play-off: 2004-2005, 2014-2015
- Football League Trophy:

Finalista: 2003-2004, 2004-2005, 2012-2013
Semifinalista: 2000-2001
- Coppa Anglo-Italiana:

Semifinalista: 1993-1994

## Organico

### Rosa 2021-2022
| N. |                        | Ruolo | Calciatore        |
| -- | ---------------------- | ----- | ----------------- |
| 1  | Inghilterra (bandiera) | P     | Steve Arnold      |
| 3  | Inghilterra (bandiera) | D     | Nathan Ralph      |
| 4  | Inghilterra (bandiera) | C     | Abu Ogogo         |
| 5  | Inghilterra (bandiera) | D     | Shaun Hobson      |
| 7  | Inghilterra (bandiera) | C     | Jack Bridge       |
| 8  | Inghilterra (bandiera) | C     | James Dunne       |
| 9  | Irlanda (bandiera)     | A     | Rhys Murphy       |
| 10 | Inghilterra (bandiera) | A     | Sam Dalby         |
| 11 | Inghilterra (bandiera) | C     | Callum Powell     |
| 12 | Inghilterra (bandiera) | D     | Tom Clifford      |
| 15 | Inghilterra (bandiera) | C     | Lewis Gard        |
| 16 | Inghilterra (bandiera) | C     | Harry Phillips    |
| 19 | Inghilterra (bandiera) | A     | Simeon Akinola    |
| 20 | Inghilterra (bandiera) | C     | Will Atkinson     |
| 22 | Polonia (bandiera)     | D     | Kacper Łopata     |
| 23 | Camerun (bandiera)     | P     | Collin Andeng-Ndi |

| N. |                              | Ruolo | Calciatore              |
| -- | ---------------------------- | ----- | ----------------------- |
| 24 | Cipro (bandiera)             | D     | Jason Demetriou         |
| 25 | Inghilterra (bandiera)       | C     | Jack Wood               |
| 27 | Inghilterra (bandiera)       | D     | Leon Davies             |
| 35 | Inghilterra (bandiera)       | D     | Ollie Kensdale          |
| 38 | Afghanistan (bandiera)       | C     | Noor Husin              |
| 39 | Inghilterra (bandiera)       | C     | Harry Cardwell          |
| 40 | Inghilterra (bandiera)       | D     | John White              |
|    | Inghilterra (bandiera)       | D     | Josh Coulson            |
|    | Inghilterra (bandiera)       | D     | Rob Howard              |
|    | Inghilterra (bandiera)       | D     | Miles Mitchell-Nelson   |
|    | Antigua e Barbuda (bandiera) | C     | Ashley Nathaniel-George |
|    | Inghilterra (bandiera)       | C     | Terrell Egbri           |
|    | Inghilterra (bandiera)       | A     | Matt Rush               |
|    | Inghilterra (bandiera)       | C     | Eren Kinali             |
|    | Inghilterra (bandiera)       | D     | Reiss Chandler          |

### Rosa 2020-2021
| N. |                        | Ruolo | Calciatore       |
| -- | ---------------------- | ----- | ---------------- |
| 1  | Inghilterra (bandiera) | P     | Mark Oxley       |
| 2  | Uganda (bandiera)      | D     | Elvis Bwomono    |
| 3  | Inghilterra (bandiera) | D     | Nathan Ralph     |
| 4  | Irlanda (bandiera)     | C     | Alan McCormack   |
| 5  | Inghilterra (bandiera) | D     | Shaun Hobson     |
| 7  | Inghilterra (bandiera) | C     | James Olayinka   |
| 8  | Francia (bandiera)     | D     | Timothée Dieng   |
| 9  | Nigeria (bandiera)     | A     | Simeon Akinola   |
| 10 | Inghilterra (bandiera) | A     | Brandon Goodship |
| 11 | Inghilterra (bandiera) | C     | Terrell Egbri    |
| 12 | Inghilterra (bandiera) | D     | Tom Clifford     |
| 13 | Inghilterra (bandiera) | P     | Harry Seaden     |
| 15 | Inghilterra (bandiera) | C     | Lewis Gard       |
| 16 | Scozia (bandiera)      | C     | Harry Phillips   |

| N. |                        | Ruolo | Calciatore              |
| -- | ---------------------- | ----- | ----------------------- |
| 17 | Inghilterra (bandiera) | A     | Kazaiah Sterling        |
| 18 | Inghilterra (bandiera) | A     | Emile Acquah            |
| 19 | Inghilterra (bandiera) | C     | Eren Kinali             |
| 20 | Inghilterra (bandiera) | C     | Ashley Nathaniel-George |
| 21 | Inghilterra (bandiera) | A     | Matt Rush               |
| 22 | Inghilterra (bandiera) | D     | Richard Taylor          |
| 23 | Inghilterra (bandiera) | D     | Greg Halford            |
| 24 | Cipro (bandiera)       | D     | Jason Demetriou         |
| 26 | Inghilterra (bandiera) | D     | Harry Lennon            |
| 28 | Inghilterra (bandiera) | D     | Kyle Taylor             |
| 29 | Inghilterra (bandiera) | P     | Callum Taylor           |
| 30 | Inghilterra (bandiera) | D     | Miles Mitchell-Nelson   |
| 48 | Inghilterra (bandiera) | D     | John White              |
|    | Inghilterra (bandiera) | C     | Sam Hart                |

### Rosa 2019-2020
| N. |                        | Ruolo | Calciatore               |
| -- | ---------------------- | ----- | ------------------------ |
| 1  | Inghilterra (bandiera) | P     | Mark Oxley               |
| 2  | Uganda (bandiera)      | D     | Elvis Bwomono            |
| 3  | Inghilterra (bandiera) | D     | Nathan Ralph             |
| 4  | Inghilterra (bandiera) | C     | Luke Hyam                |
| 5  | Australia (bandiera)   | C     | Mark Milligan (capitano) |
| 6  | Inghilterra (bandiera) | D     | Liam Ridgewell           |
| 7  | Inghilterra (bandiera) | A     | Stephen Humphrys         |
| 8  | Francia (bandiera)     | C     | Timothée Dieng           |
| 9  | Inghilterra (bandiera) | A     | Tom Hopper               |
| 10 | Irlanda (bandiera)     | A     | Simon Cox                |
| 11 | Irlanda (bandiera)     | C     | Stephen McLaughlin       |
| 13 | Inghilterra (bandiera) | P     | Nathan Bishop            |
| 14 | Inghilterra (bandiera) | A     | Brandon Goodship         |

| N. |                        | Ruolo | Calciatore       |
| -- | ---------------------- | ----- | ---------------- |
| 15 | Irlanda (bandiera)     | D     | Rob Kiernan      |
| 16 | Scozia (bandiera)      | C     | Ethan Hamilton   |
| 17 | Inghilterra (bandiera) | C     | Layton Ndukwu    |
| 18 | Inghilterra (bandiera) | C     | Sam Mantom       |
| 19 | Irlanda (bandiera)     | D     | Joe Shaughnessy  |
| 23 | Stati Uniti (bandiera) | A     | Charlie Kelman   |
| 24 | Cipro (bandiera)       | D     | Jason Demetriou  |
| 25 | Inghilterra (bandiera) | C     | Sam Barratt      |
| 26 | Inghilterra (bandiera) | D     | Harry Lennon     |
| 27 | Cipro (bandiera)       | D     | Harry Kyprianou  |
| 30 | Inghilterra (bandiera) | D     | Richard Taylor   |
| 36 | Inghilterra (bandiera) | C     | Isaac Hutchinson |
| 48 | Inghilterra (bandiera) | D     | John White       |

### Rosa 2018-2019
| N. |                        | Ruolo | Calciatore                |
| -- | ---------------------- | ----- | ------------------------- |
| 1  | Inghilterra (bandiera) | P     | Mark Oxley                |
| 2  | Uganda (bandiera)      | D     | Elvis Bwomono             |
| 3  | Inghilterra (bandiera) | D     | Ben Coker                 |
| 4  | Inghilterra (bandiera) | C     | Luke Hyam                 |
| 6  | Inghilterra (bandiera) | D     | Michael Turner (capitano) |
| 7  | Inghilterra (bandiera) | C     | Michael Kightly           |
| 8  | Francia (bandiera)     | C     | Timothée Dieng            |
| 9  | Inghilterra (bandiera) | A     | Tom Hopper                |
| 10 | Irlanda (bandiera)     | A     | Simon Cox                 |
| 11 | Irlanda (bandiera)     | C     | Stephen McLaughlin        |
| 13 | Inghilterra (bandiera) | P     | Nathan Bishop             |
| 15 | Irlanda (bandiera)     | D     | Rob Kiernan               |
| 16 | Inghilterra (bandiera) | C     | Dru Yearwood              |
| 18 | Inghilterra (bandiera) | C     | Sam Mantom                |
| 20 | Inghilterra (bandiera) | C     | Michael Klass             |

| N. |                        | Ruolo | Calciatore      |
| -- | ---------------------- | ----- | --------------- |
| 22 | Inghilterra (bandiera) | P     | Ted Smith       |
| 23 | Inghilterra (bandiera) | D     | Taylor Moore    |
| 24 | Cipro (bandiera)       | D     | Jason Demetriou |
| 25 | Inghilterra (bandiera) | C     | Sam Barratt     |
| 26 | Inghilterra (bandiera) | D     | Harry Lennon    |
| 27 | Cipro (bandiera)       | D     | Harry Kyprianou |
| 28 | Inghilterra (bandiera) | A     | Shawn McCoulsky |
| 30 | Inghilterra (bandiera) | C     | Harry Bunn      |
| 31 | Giamaica (bandiera)    | A     | Theo Robinson   |
| 32 | Scozia (bandiera)      | D     | Stephen Hendrie |
| 48 | Inghilterra (bandiera) | D     | John White      |
|    | Inghilterra (bandiera) | P     | Josh Bexon      |
|    | Francia (bandiera)     | A     | Amadou Ba       |
|    | Inghilterra (bandiera) | A     | Norman Wabo     |

### Rosa 2017-2018
| N. |                            | Ruolo | Calciatore                 |
| -- | -------------------------- | ----- | -------------------------- |
| 1  | Inghilterra (bandiera)     | P     | Mark Oxley                 |
| 3  | Inghilterra (bandiera)     | D     | Ben Coker                  |
| 4  | Inghilterra (bandiera)     | C     | Anthony Wordsworth         |
| 5  | Inghilterra (bandiera)     | D     | Anton Ferdinand (capitano) |
| 6  | Inghilterra (bandiera)     | D     | Michael Turner             |
| 7  | Inghilterra (bandiera)     | C     | Michael Kightly            |
| 8  | Irlanda (bandiera)         | C     | Michael Timlin             |
| 9  | Guyana francese (bandiera) | A     | Marc-Antoine Fortuné       |
| 10 | Irlanda (bandiera)         | A     | Simon Cox                  |
| 11 | Irlanda (bandiera)         | C     | Stephen McLaughlin         |
| 12 | Francia (bandiera)         | A     | Amadou Ba                  |
| 13 | Inghilterra (bandiera)     | P     | Nathan Bishop              |
| 15 | Irlanda (bandiera)         | D     | Rob Kiernan                |
| 16 | Inghilterra (bandiera)     | C     | Dru Yearwood               |

| N. |                        | Ruolo | Calciatore         |
| -- | ---------------------- | ----- | ------------------ |
| 17 | Inghilterra (bandiera) | C     | Jermaine McGlashan |
| 19 | Nigeria (bandiera)     | C     | Freddie Ladapo     |
| 21 | Inghilterra (bandiera) | A     | Shayon Harrison    |
| 22 | Inghilterra (bandiera) | P     | Ted Smith          |
| 24 | Cipro (bandiera)       | D     | Jason Demetriou    |
| 27 | Cipro (bandiera)       | D     | Harry Kyprianou    |
| 31 | Giamaica (bandiera)    | A     | Theo Robinson      |
| 42 | Uganda (bandiera)      | D     | Elvis Bwomono      |
| 44 | Inghilterra (bandiera) | C     | Josh Wright        |
| 48 | Inghilterra (bandiera) | D     | John White         |
|    | Inghilterra (bandiera) | P     | Josh Bexon         |
|    | Inghilterra (bandiera) | C     | Sam Mantom         |
|    | Inghilterra (bandiera) | A     | Norman Wabo        |

### Rosa 2016-2017
| N. |                             | Ruolo | Calciatore            |
| -- | --------------------------- | ----- | --------------------- |
| 1  | Inghilterra (bandiera)      | P     | Mark Oxley            |
| 2  | Inghilterra (bandiera)      | D     | John White (capitano) |
| 3  | Inghilterra (bandiera)      | D     | Ben Coker             |
| 4  | Inghilterra (bandiera)      | C     | Anthony Wordsworth    |
| 5  | Irlanda del Nord (bandiera) | D     | Adam Thompson         |
| 6  | Inghilterra (bandiera)      | D     | Adam Barrett          |
| 7  | Inghilterra (bandiera)      | D     | Luke O'Neill          |
| 8  | Irlanda (bandiera)          | C     | Michael Timlin        |
| 9  | Irlanda (bandiera)          | A     | Dave Mooney           |
| 10 | Irlanda (bandiera)          | A     | Simon Cox             |
| 11 | Irlanda (bandiera)          | C     | Stephen McLaughlin    |
| 12 | Inghilterra (bandiera)      | C     | Will Atkinson         |

| N. |                        | Ruolo | Calciatore         |
| -- | ---------------------- | ----- | ------------------ |
| 15 | Rep. Ceca (bandiera)   | D     | Jakub Sokolik      |
| 16 | Scozia (bandiera)      | C     | Adam King          |
| 17 | Inghilterra (bandiera) | C     | Jermaine McGlashan |
| 18 | Inghilterra (bandiera) | C     | Ryan Leonard       |
| 19 | Inghilterra (bandiera) | C     | Jack Bridge        |
| 20 | Inghilterra (bandiera) | A     | Sam McQueen        |
| 22 | Inghilterra (bandiera) | P     | Ted Smith          |
| 24 | Cipro (bandiera)       | D     | Jason Demetriou    |
| 35 | Inghilterra (bandiera) | D     | Anton Ferdinand    |
| 50 | Inghilterra (bandiera) | A     | Nile Ranger        |
|    | Inghilterra (bandiera) | D     | Ryan Inniss        |

### Rosa 2015-2016
| N. |                              | Ruolo | Calciatore            |
| -- | ---------------------------- | ----- | --------------------- |
| 1  | Inghilterra (bandiera)       | P     | Daniel Bentley        |
| 2  | Inghilterra (bandiera)       | D     | John White (capitano) |
| 3  | Inghilterra (bandiera)       | D     | Ben Coker             |
| 4  | Inghilterra (bandiera)       | C     | Anthony Wordsworth    |
| 5  | Irlanda del Nord (bandiera)  | D     | Adam Thompson         |
| 7  | Inghilterra (bandiera)       | C     | David Worrall         |
| 8  | Irlanda (bandiera)           | C     | Michael Timlin        |
| 9  | Irlanda (bandiera)           | A     | Dave Mooney           |
| 10 | Inghilterra (bandiera)       | C     | Jack Payne            |
| 11 | Antigua e Barbuda (bandiera) | C     | Myles Weston          |
| 12 | Inghilterra (bandiera)       | C     | Will Atkinson         |
| 13 | Inghilterra (bandiera)       | P     | Ted Smith             |
| 14 | Inghilterra (bandiera)       | C     | Kevan Hurst           |

| N. |                        | Ruolo | Calciatore         |
| -- | ---------------------- | ----- | ------------------ |
| 16 | Irlanda (bandiera)     | A     | Noel Hunt          |
| 17 | Irlanda (bandiera)     | C     | Stephen McLaughlin |
| 18 | Inghilterra (bandiera) | D     | Ryan Leonard       |
| 19 | Inghilterra (bandiera) | A     | Tyrone Barnett     |
| 20 | Inghilterra (bandiera) | A     | Sam McQueen        |
| 21 | Inghilterra (bandiera) | P     | Paul Smith         |
| 22 | Irlanda (bandiera)     | C     | Gary Degan         |
| 23 | Giamaica (bandiera)    | A     | Jamar Loza         |
| 24 | Inghilterra (bandiera) | D     | Luke O'Neill       |
| 25 | Finlandia (bandiera)   | C     | Glen Kamara        |
| 26 | Inghilterra (bandiera) | D     | Adam Barrett       |
|    | Belgio (bandiera)      | C     | Franck Moussa      |
|    | Polonia (bandiera)     | D     | Piotr Malarczyk    |

### Rosa 2014-2015
| N. |                             | Ruolo | Calciatore            |
| -- | --------------------------- | ----- | --------------------- |
| 1  | Inghilterra (bandiera)      | P     | Daniel Bentley        |
| 2  | Inghilterra (bandiera)      | D     | John White (capitano) |
| 3  | Inghilterra (bandiera)      | D     | Ben Coker             |
| 4  | Danimarca (bandiera)        | D     | Mads Ibenfeldt        |
| 5  | Irlanda del Nord (bandiera) | D     | Adam Thompson         |
| 6  | Inghilterra (bandiera)      | D     | Luke Prosser          |
| 7  | Inghilterra (bandiera)      | C     | David Worrall         |
| 8  | Irlanda (bandiera)          | C     | Michael Timlin        |
| 9  | Inghilterra (bandiera)      | A     | Lee Barnard           |
| 10 | Irlanda (bandiera)          | A     | Barry Corr            |
| 11 | Inghilterra (bandiera)      | C     | Myles Weston          |
| 12 | Inghilterra (bandiera)      | C     | Will Atkinson         |

| N. |                        | Ruolo | Calciatore          |
| -- | ---------------------- | ----- | ------------------- |
| 13 | Inghilterra (bandiera) | P     | Ted Smith           |
| 14 | Inghilterra (bandiera) | C     | Kevan Hurst         |
| 15 | Irlanda (bandiera)     | D     | Cian Bolger         |
| 16 | Irlanda (bandiera)     | C     | Conor Clifford      |
| 17 | Inghilterra (bandiera) | A     | Shaquile Coulthirst |
| 18 | Inghilterra (bandiera) | D     | Ryan Leonard        |
| 19 | Inghilterra (bandiera) | C     | Jack Payne          |
| 20 | Inghilterra (bandiera) | A     | Isaac Layne         |
| 21 | Inghilterra (bandiera) | P     | Paul Smith          |
| 22 | Irlanda (bandiera)     | C     | Gary Degan          |
| 29 | Inghilterra (bandiera) | C     | Ellis Brown         |
| 35 | Rep. Ceca (bandiera)   | D     | Jakub Sokolik       |

### Rosa 2013-2014
| N. |                        | Ruolo | Calciatore            |
| -- | ---------------------- | ----- | --------------------- |
| 1  | Inghilterra (bandiera) | P     | Paul Smith            |
| 2  | Inghilterra (bandiera) | D     | John White (capitano) |
| 3  | Inghilterra (bandiera) | D     | Ben Coker             |
| 4  | Scozia (bandiera)      | C     | Marc Laird            |
| 5  | Inghilterra (bandiera) | D     | Mark Phillips         |
| 6  | Inghilterra (bandiera) | D     | Luke Prosser          |
| 7  | Galles (bandiera)      | A     | Freddy Eastwood       |
| 8  | Irlanda (bandiera)     | C     | Michael Timlin        |
| 9  | Inghilterra (bandiera) | C     | Craig Reid            |
| 10 | Irlanda (bandiera)     | A     | Barry Corr            |
| 11 | Grenada (bandiera)     | C     | Anthony Straker       |
| 12 | Inghilterra (bandiera) | C     | Will Atkinson         |
| 14 | Inghilterra (bandiera) | C     | Kevan Hurst           |

| N. |                             | Ruolo | Calciatore       |
| -- | --------------------------- | ----- | ---------------- |
| 15 | Irlanda (bandiera)          | D     | Robert Kiernan   |
| 16 | Irlanda (bandiera)          | C     | Conor Clifford   |
| 17 | Inghilterra (bandiera)      | P     | Daniel Bentley   |
| 18 | Inghilterra (bandiera)      | D     | Ryan Leonard     |
| 19 | Inghilterra (bandiera)      | D     | Julian Bennett   |
| 20 | Inghilterra (bandiera)      | A     | Seedy Njie       |
| 21 | Inghilterra (bandiera)      | C     | Jack Payne       |
| 22 | Inghilterra (bandiera)      | C     | Mitchell Pinnock |
| 23 | Irlanda del Nord (bandiera) | D     | Adam Thompson    |
| 24 | Inghilterra (bandiera)      | D     | Ryan Auger       |
| 25 | Galles (bandiera)           | P     | Luke Chambers    |
|    | Inghilterra (bandiera)      | A     | Lee Barnard      |